# تشارلي سميث (لاعب كرة قاعدة)
تشارلي سميث (بالإنجليزية: Charlie Smith)‏ هو لاعب كرة قاعدة أمريكي، ولد في 11 ديسمبر 1840 في نيويورك في الولايات المتحدة، وتوفي في 15 نوفمبر 1897 في نك الكبرى ‏ في الولايات المتحدة.

## وصلات خارجية
- تشارلز سميث على موقعبيزبول رفرنس.كوم (الدوري الرئيسي) (الإنجليزية)